# Raşit Çetiner
Raşit Çetiner (* 10. September 1956 in Istanbul) ist ein ehemaliger türkischer Fußballspieler und -trainer. Obwohl er zuvor für den Erzrivalen Fenerbahçe Istanbul gespielt hatte, wird er durch seine Tätigkeit für Galatasaray Istanbul stark mit diesem Verein assoziiert. Von Fan- und Vereinsseite wird er als einer der bedeutendsten Spieler der Klubgeschichte aufgefasst. Er war Teil der Mannschaft, die nach vierzehnjährigem Warten in der Saison 1986/87 wieder die türkische Meisterschaft gewinnen konnte. Die Anhänger Galatasarays nannten ihn zu Spielerzeiten aufgrund seiner aufopferungsvollen Spielweise Aslan Yürekli (dt.: Der mit dem Löwenherz) oder liebevoll Baba Raşit (dt.: Vater Raşit). Nach seiner aktiven Spielerlaufbahn arbeitet er als Cheftrainer und betreute unter anderem lange Jahre die Türkische U-21-Nationalmannschaft.

## Spielerkarriere

### Verein
Çetiner wurde 1956 in Istanbul geboren. Beim Traditionsverein İstanbulspor begann er mit dem Vereinsfußball. Hier fiel er den türkischen Nationaltrainern auf und wurde 1974 für die türkische U-18-Nationalmannschaft nominiert. Im selben Jahr wurde er als Achtzehnjähriger in den Profikader aufgenommen und schaffte auf Anhieb den Sprung in die Stammelf des damaligen Zweitligisten. Zum Saisonende wurden mehrere Erstligisten auf den Shootingstar der zweiten Liga aufmerksam. Begünstigt durch den Abstieg İstanbulspors in die damals dritthöchste Spielklasse hatte der Verein Interesse daran, Çetiner gewinnbringend abzugeben.
Der damalige Erstligist Göztepe Izmir reagierte am schnellsten und verpflichtete den Youngster. Bei Göztepe schaffte er es nicht in die Stammelf, er wurde nur sporadisch eingewechselt. Bereits nach einer Saison verließ er Göztepe und wechselte zum damaligen Zweitligisten Kocaelispor. Bei diesem Verein setzte sich Çetiner auf Anhieb durch und avancierte zu einem Leistungsträger. Obwohl er ein Defensivspieler war und üblicherweise entweder in der Abwehr oder im defensiven Mittelfeld eingesetzt wurde, fiel er durch seine Torjägerqualitäten auf. Zu dieser Zeit im türkischen Fußball unüblich, nahm er oft am Offensivspiel seiner Mannschaft teil und war bei Standardsituationen stets im gegnerischen Strafraum. So erzielte er in der Saison 1977/78 17 Ligatore und wurde zusammen mit Ali Çağlar von Göztepe Torschützenkönig der 2. Lig.
Durch diese Leistung bei Kocaelispor wurde er zu einem der Shootingstars der Saison. Fenerbahçe Istanbul verpflichtete Çetiner zum Sommer 1978. In seiner ersten Saison bei Fenerbahçe fand er unter dem Trainer Necdet Niş sofort einen Platz in der Stammelf und war mit seinen fünf Treffern in 30 Ligaspielen einer der Leistungsträger seines Teams. Die Saison beendete der Verein auf dem dritten Tabellenplatz und gewann den Türkischen Fußballpokal. Somit erreichte Çetiner auch seinen ersten Titelgewinn. Die nächste Saison steigerte er unter dem neuen Trainer Ziya Şengül seine Leistung weiter und war mit 13 Treffern als Abwehrspieler der treffsicherste Spieler seines Teams. Für die Saison 1980/81 übernahm der deutsche Trainer Friedel Rausch das Traineramt bei Fenerbahçe. Nach einer sehr enttäuschenden Saison beschloss die Klubführung eine Revision in der Mannschaft durchzuführen und sortierte nach den Direktiven von Rausch mehrere Spieler zum Sommer 1981 aus. Eine ähnliche Revision wurde auch beim Ligakonkurrenten Galatasaray Istanbul durchgeführt. Çetiner, der zu den aussortierten Spielern gehörte, wechselte im Tausch zu Erdoğan Arıca und Güngör Tekin zu den Rot-Gelben.
Bei Galatasaray genoss Çetiner sofort das Vertrauen des englischen Trainers Brian Birch. In seiner ersten Saison für seinen neuen Verein gewann er mit der Mannschaft den Türkischen Fußballpokal und den Türkischen Supercup. Çetiner spielte zwei Spielzeiten unter Birch und anschließend unter Özkan Sümer und Tomislav Ivić. Mit allen drei Trainern gelang die seit zehn Jahren erhoffte türkische Meisterschaft nicht. Çetiner arbeitete sich während dieser Zeit zu einem Leistungsträger hoch.
Zur Saison 1984/85 übernahm der ehemalige Bundestrainer Jupp Derwall bei Galatasaray das Traineramt. Mit diesem Trainer bezweckte die Vereinsführung einen radikalen Umbruch in der Mannschaft und wollte über einen längeren Zeitraum ein Team formen, das die erhoffte Meisterschaft gewinnen konnte. Da Çetiner als vorbildhafter Profi galt, wurde er von Derwall in der Mannschaft behalten, um mit ihm und anderen erfahrenen Spielern eine neue Mannschaft zu formen. In der ersten Saison unter Derwall belegte die Mannschaft einen enttäuschenden fünften Tabellenplatz, gewann aber den Türkischen Fußballpokal. In der zweiten Saison unter Derwall zeigte der behutsame Mannschaftsaufbau Wirkung. So spielte das Team lange Zeit um die türkische Meisterschaft mit und verpasste sie erst am letzten Spieltag punktgleich, aber der schlechteren Tordifferenz wegen, an den Stadtrivalen Beşiktaş Istanbul. Çetiner absolvierte in dieser Saison alle 34 Ligaspiele und steuerte dabei neun Treffer bei. In der Saison 1986/87 gewann die Mannschaft nach vierzehnjährigem Warten die langerhoffte türkische Meisterschaft. Çetiner spielte die ersten 21. Ligaspiele dieser Saison durch. Bei der Partie von 21. Spieltag gegen Samsunspor am 28. März 1987 nahm Çetiners Karriere eine dramatische Wendung. In einem Zweikampf gegen den für seine sehr körperbetonte Spielweise berüchtigten Muzaffer Badalıoğlu, der bereits vorher schon für das Karriereende einiger Spieler verantwortlich gemacht wurde, brach er sich das Bein. So fiel er bis zum Saisonende aus, unterstützte aber bei den restlichen Spielen sein Team mit Krücken von der Ersatzbank aus. Galatasaray sicherte sich die türkische Meisterschaft erst am letzten Spieltag beim Heimspiel gegen den damaligen Angstgegner Eskişehirspor. Legendär sind die Bilder, die nach Spielabpfiff durch die Presse gingen. Sie zeigen, wie Çetiner an Krücken auf das Spielfeld stürmt, um die gewonnene Meisterschaft zu feiern.
In der Saison 1987/88 erholte sich Çetiner von seiner Verletzung nicht. Er war zwar nicht einsatzbereit, saß aber als Mannschaftskapitän immer auf der Ersatzbank. Das Traineramt hatte ein ehemaliger Teamkollege und der Co-Trainer von Derwall, Mustafa Denizli, übernommen. Diesem Trainer gelang mit Galatasaray die Titelverteidigung. Als Çetiner zum Saisonende sein Karriereende bekannt gab, wurde er von Denizli bei der Partie am letzten Spieltag gegen Boluspor in die Startelf genommen. Çetiner spielte die ersten 17. Minuten und verabschiedete sich dann von der Fußballbühne.

### Nationalmannschaft
Çetiner spielte das erste Mal für türkische Nationalmannschaften während seiner Zeit bei İstanbulspor für die türkische U-18-Nationalmannschaft am 19. Oktober 1974 bei einer Freundschaftsbegegnung gegen die bulgarische U-18-Nationalmannschaft. Fortan gehörte er zu den oft nominierten Spielern der U-18. Mit der türkischen U-18 nahm er 1975 am UEFA-Juniorenturnier, dem Vorläufer der U-18-Fußball-Europameisterschaft, teil und wurde in diesem Turnier Vierter. Mit diesem Abschneiden erzielte man das bis dato beste Ergebnis einer türkischen Nationalmannschaft in einem großen Turnier.
Zwischen seinen Spielen für die U-18 wurde er im April 1975 vom damaligen Trainer der Türkischen Fußballnationalmannschaft, Coşkun Özarı, im Rahmen eines Testspiels gegen die Fußballnationalmannschaft der UdSSR ins Teamaufgebot nominiert, saß aber die Partie auf der Ersatzbank.
Ende 1976 spielte er die nachfolgende Zeit für die türkischen U-21-Nationalmannschaft. Zwischendurch wurde er im September 1978 vom Nationaltrainer Metin Türel für die Türkische Fußballnationalmannschaft nominiert, saß aber beim Testspiel gegen Italien erneut nur auf der Ersatzbank. Einen Monat später gab er während eines Testspiels gegen die Nationalmannschaft der UdSSR sein Länderspieldebüt. Nachfolgend spielte er im November 1978 unter dem neuen Nationaltrainer Sabri Kiraz noch eine Begegnung für die Nationalmannschaft. Ansonsten spielte er bis zum Sommer 1979 für die türkische U-21 und wurde die nächsten vier Jahre nicht mehr nominiert.
Mit seinem Wechsel zu Galatasaray Istanbul steigerte er seine Leistungen in der Liga und fiel so den Verantwortlichen der Nationalmannschaften auf. So nominierte ihn der Nationalcoach Coşkun Özarı im März 1983 für ein Freundschaftsspiel gegen die Rumänische Nationalmannschaft. Fortan gehörte er zweieinhalb Jahre lang, verletzungsbedingte Ausfälle nicht betrachtet, zu den regelmäßig eingesetzten Spielern. Er nahm mit der Nationalmannschaft noch an der Qualifikation der Fußball-Europameisterschaft 1984, Qualifikation der Fußball-Weltmeisterschaft 1986 teil, konnte sich aber mit seiner Mannschaft für keines der Turniere qualifizieren. In einigen seiner letzten Länderspiele trug er die Kapitänsbinde.
Sein letztes Länderspiel machte er am 16. Oktober 1985 während eines WM-Qualifikationsspiels gegen die Englische Nationalmannschaft. Nachdem man dieses Spiel mit 5:0 verloren hatte, wurde ein radikaler Schnitt in der Nationalelf beschlossen und fortan junge Spieler bevorzugt.

## Trainerkarriere
Nach dem Ende seiner Fußballkarriere entschied sich Çetiner für eine Trainerlaufbahn. Als erste Tätigkeit trainierte er die damalige Zweitmannschaft Galatasaray Istanbuls, den damaligen Drittligisten Beylerbeyi SK. Zur Saison 1990/91 übernahm er bei Galatasaray den Posten des Co-Trainers und assistierte damit seinem ehemaligen Mitspieler Mustafa Denizli. In den nachfolgenden zwei Spielzeiten hatte seine Mannschaft in der Nationalen Meisterschaft zweimal gegenüber Beşiktaş Istanbul das Nachsehen.
Zur Rückrunde der Saison 1992/93 übernahm Çetiner den Erstligisten Gaziantepspor und arbeitete das erste Mal in seiner Laufbahn als Cheftrainer. Zum Saisonende verließ er diesen Verein und übernahm den Ligakonkurrenten Altay Izmir. Diesen Verein betreute er die nächsten zweieinhalb Spielzeiten.
Neun Spieltage vor dem Ende der Saison 1995/96 übernahm er den stark abstiegsbedrohten Verein Kayserispor und verpasste mit diesem zum Saisonende knapp den Klassenerhalt. Die Saison 1996/97 übernahm er Çanakkale Dardanelspor und trainierte diesen 16 Spieltage lang.
Zum Anfang der Saison 1997/98 wurde er beim Zweitligisten Denizlispor als Cheftrainer vorgestellt. Mit dieser Mannschaft spielte er die gesamte Spielzeit lang um den Aufstieg mit. Zum Saisonende wurde man Tabellendritter und verpasste so den Aufstieg in die höchste türkische Spielklasse.
1998 wurde er von seinem ehemaligen Mitspieler Mustafa Denizli, der nun Nationaltrainer der Türkei war, als Nationaltrainer der Türkischen U-21-Nationalmannschaft vorgeschlagen und bekam diese Stellung. Die türkische U-21 führte er zur U-21-Fußball-Europameisterschaft 2000 und schaffte damit die erste Qualifikation einer türkischen U-21 an einer U-21-Fußball-Europameisterschaft. Ein Jahr später nahm er mit der Olympiaauswahl der Türkei, die er ebenfalls als U-21-Trainer betreute, an den Mittelmeerspielen teil und belegte mit seiner Mannschaft den vierten Platz. Die türkische U-21 betreute er bis zum Sommer 2005 und verließ anschließend diesen Posten.
Zur Saison 2004/05 wurde er der Trainer vom Zweitligisten Bursaspor. Zum Saisonende feierte er mit dieser Mannschaft die Meisterschaft der TFF 1. Lig und damit den direkten Aufstieg in die Süper Lig. Nachdem er auch in der Süper Lig den Verein betreute, verließ er nach elf Spieltagen den Verein. Anschließend trainierte er der Reihe nach Antalyaspor, Konyaspor und Çaykur Rizespor.
Zum Frühjahr 2010 übernahm er ein weiteres Mal die Türkische U-21-Nationalmannschaft. Nachdem die Türkische Fußballnationalmannschaft die Qualifikation zur Fußball-Europameisterschaft 2012 verpasst hatte, trat Çetiner, wie der gesamte Trainerstab der Nationalmannschaften, von seinem Amt zurück.
Im März 2013 übernahm er beim Zweitligisten Şanlıurfaspor und ersetzte den ehemaligen Trainer Bahri Kaya. Am 19. September 2013 trat Çetiner als Trainer von Şanlıurfaspor zurück.

## Erfolge

### Als Spieler
- Mit Fenerbahçe Istanbul
  - Türkischer Pokalsieger (1): 1979
  - Başbakanlık Kupası (1): 1980
  - TSYD Kupası (2): 1978–1979, 1979–1980, 1980–1981
- Mit Galatasaray Istanbul
  - Türkischer Meister (2): 1986/87, 1987/88
  - Türkischer Pokalsieger (2): 1982, 1985
  - Türkischer Supercup (3): 1982, 1987, 1988
  - Başbakanlık Kupası (1): 1986
  - TSYD Kupası (1): 1982
- Mit der Türkischen U-18-Nationalmannschaft
  - Halbfinalist beim UEFA-Juniorenturnier: 1975
- Individuell
  - Torschützenkönig der TFF 1. Lig: In der Saison 1977/78 mit 17 Toren gemeinsam mit Ali Çağlar von Göztepe Izmir.[5]

### Als Trainer
- Mit Bursaspor
  - Meisterschaft der TFF 1. Lig: 2005/06
  - Aufstieg in die Süper Lig: 2005/06
- Mit der Türkischen U-21-Nationalmannschaft
  - Teilnahme an der U-21-Fußball-Europameisterschaft: 2000
- Mit der Olympischen Auswahl der Türkei:
  - Halbfinalist bei den Mittelmeerspielen: 2001

## Trivia
- Galatasaray Istanbul organisiert seit der Eröffnung des neuen Stadions Türk Telekom Arena, unter der Schirmherrschaft des Hauptsponsors Türk Telekom, vor jedem Heimspiel eine Danksagung an seine ehemaligen legendären Spieler. So wurde Çetiner am 1. Februar 2012 im Rahmen der Ligabegegnung gegen Antalyaspor  eine Dankesplakette für seine langjährigen Dienste und Erfolge überreicht.[1]